# Amolops gerbillus
Amolops gerbillus és una espècie de granota de la família dels rànids. Viu a l'Índia i, possiblement, Bangladesh, Myanmar, el Nepal i la Xina. Habita els rierols dels turons. Està amenaçada per la construcció de preses d'aigua i la contaminació resultant de l'agricultura. Té les potes esveltes.